# روب تايلور (سياسي)
روب تايلور (بالإنجليزية: Rob Taylor)‏ هو سياسي أمريكي، ولد في 6 مارس 1971 في دي موين في الولايات المتحدة. حزبياً، نشط في الحزب الجمهوري. وقد انتخب عضو مجلس نواب ولاية ايوا.

## وصلات خارجية
- الموقع الرسمي